# 야마모토 미라이
야마모토 미라이(일본어: 山本 未來, 1974년 11월 4일 ~ )는 일본의 배우이다. 패션 디자이너 야마모토 칸사이의 딸이다.

## 출연 작품
- 2017년 미드나잇 버스 - 카가 미유키 역
- 2023년 나의 행복한 결혼 - 유리에 역